# Chocz
Chocz – miasto w województwie wielkopolskim, w powiecie pleszewskim, siedziba gminy Chocz.
Chocz uzyskał lokację miejską przed 1382 rokiem, zdegradowany w 1870 roku, ponowne otrzymanie praw miejskich w 2015 roku.

## Położenie
Chocz leży nad dolną Prosną, na skraju Równiny Rychwalskiej. Miasto prywatne Królestwa Polskiego, w 1827 położone było w województwie kaliskim, w obwodzie kaliskim, w powiecie kaliskim. W latach 1975–1998 miasto leżało w województwie kaliskim.

## Historia

### Królestwo Polskie
W średniowieczu był tutaj gród książęcy, wzmiankowany w źródłach pisanych od 1294 r. pod nazwą Chodecz, w dokumentach wzmiankowany również jako Chodecz lub Chotecz, również: Chodec, Chocia, Chodcza.

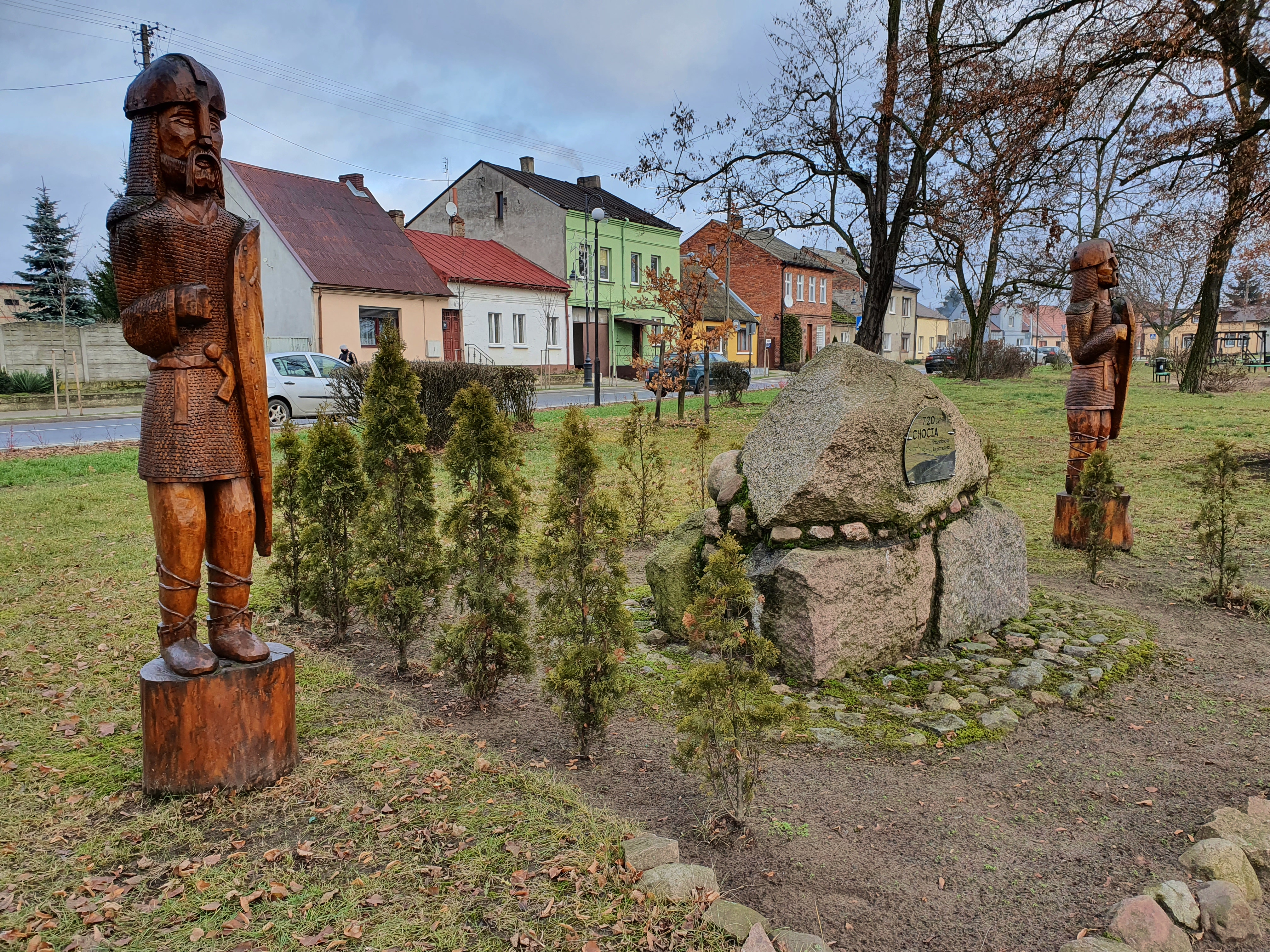
Pomnik upamiętniający 720 lat istnienia Chocza

Pierwszym wydarzeniem historycznym wzmiankowanym w źródłach jest pobyt księcia wielkopolskiego Przemysła II, który 27 maja 1294 nadał przywilej na rzecz proboszcza św. Wojciecha spod Kalisza.
Podanie wiąże powstanie Chocza z rokiem 1331 i królem Władysławem Łokietkiem. Jednakże legenda ta stanowi raczej fikcyjny opis i nie należy przypisywać jej wartości historycznej. Do 1654 roku wieś Lipe stanowiła gniazdo rodowe Lipskich herbu Grabie.
Za założyciela Chocza uznaje się Kazimierza Wielkiego, który nakazał w Choczu wybudowanie niewielkiego zamku na wyspie rzecznej służącego jako stacja na trasie łączącej zamek królewski w Kaliszu i zamek w Pyzdrach. On prawdopodobnie nadał osadzie przygrodowej prawa miejskie. Po śmierci Ludwika Węgierskiego w 1382 r. starosta odolanowski Bartosz Wezenborg zajął zamek i rozbudował go.
Od XV wieku Chocz był miastem prywatnym. Nie wiadomo co stanowiło powód przejścia miasta z domeny królewskiej na własność prywatną. Stanowił własność szlacheckich rodów wielkopolskich, początkowo Chodeckich herbu Poraj. Właścicielem miasta był Maciej z Chocza, student Akademii Krakowskiej z 1429 roku, oraz Stanisław z Chocza, starosta kaliski. W trakcie wojny trzynastoletniej w 1458 r. podczas zjazdu w Kole Chocz został zakwalifikowany do ostatniej kategorii miast i miasteczek i z tej racji wystawił na tę wojnę tylko dwóch zbrojnych.
Za pośrednictwem Oleśnickich miasto przeszło w ręce Ostrorogów herbu Nałęcz. W 1556 r. Chocz przeszedł w ręce Marszewskich herbu Rogala, którzy byli innowiercami i odebrali parafię katolikom, oddając ją w ręce braci czeskich. W 1575 r. właściciel miasta, Jan Marszewski, syn Wojciecha, potwierdził nadania dokonane przez ojca dla braci czeskich. Pod koniec XVI wieku właścicielami zostali Trąpczyńscy. 13 czerwca 1592 r. spisali oni umowę dzierżawy na miejscowości Chocz i Kwilenie, wymieniając w treści nazwy miejscowości, w których mieszkali chłopi pa W Kaliszu, 13 czerwca 1592 r. spisali oni kontrakt dzierżawny na majętności „Chocz i Kwilenie”. W treści kontraktu występują następujące nazwy okolicznych terenów. Z początkiem wieku XVII miasto przeszło na własność innowierczej rodziny Mycielskich herbu Dołęga. W 1612 r. Krzysztof Mycielski potwierdził przywileje braci czeskich. Zofia i Krzysztof Mycielscy w 1619 r. zastawili miasteczko Chocz i wieś Kwilenie z przyległościami Dobrogostowi i Zofii Brzechwom. Kontrakt jest źródłem informacji dotyczących majątku Mycielskich. Dobrami przyległymi były wsie Olesiec i Mycielinko. W puszczy stacjonowali strzelcy, po jednym w Kwileniu i Mycielinku. W mieście prowadzili działalność piekarze, piwowarzy, wytwarzający wódkę oraz jazowi rybacy.
W roku 1620 Chocz został przejęty przez ród Lipskich herbu Grabie z Lipego. Najpierw właścicielem był Prokop, później Andrzej Lipski. Andrzej Lipski, syn Jana, wychowany był w wierze ewangelicko-reformowanej. Pobierał nauki na różnowierczej Akademii w Strasburgu (później studiował też w Heidelbergu), gdzie w roku 1592 wystąpił z obroną pewnej tezy prawniczej. Zaraz po powrocie do kraju przeszedł na katolicyzm. W 1603 r. przyjął święcenia kapłańskie. W 1616 r. został mianowany biskupem łuckim (do 1622 r.), a w 1623 r. biskupem kujawskim (do 1631 r.). W 1620 r., po śmierci Stanisława Żółkiewskiego, objął urząd kanclerza wielkiego koronnego. W 1630 został biskupem krakowskim. Będąc gorliwym katolikiem Andrzej usunął z Chocza innowierców, odbierając im kościół św. Wawrzyńca. W 1629 funduje budowę Kościoła Wniebowzięcia Najświętszej Marii Panny i św. Andrzeja Apostoła w Choczu, który został później podwyższony do rangi kościoła kolegiackiego. Kościół ten został wzniesiony na fundamentach zamku z czasów Kazimierza Wielkiego i obok rezydencji panów chockich – dzisiejszego pałacu infułatów. Rok później rozpoczął on również budowę, początkowo drewnianych budynków klasztoru i kościoła klasztornego św. Michała, do których sprowadził ojców Reformatów, którzy mieli walczyć z herezją protestancką.

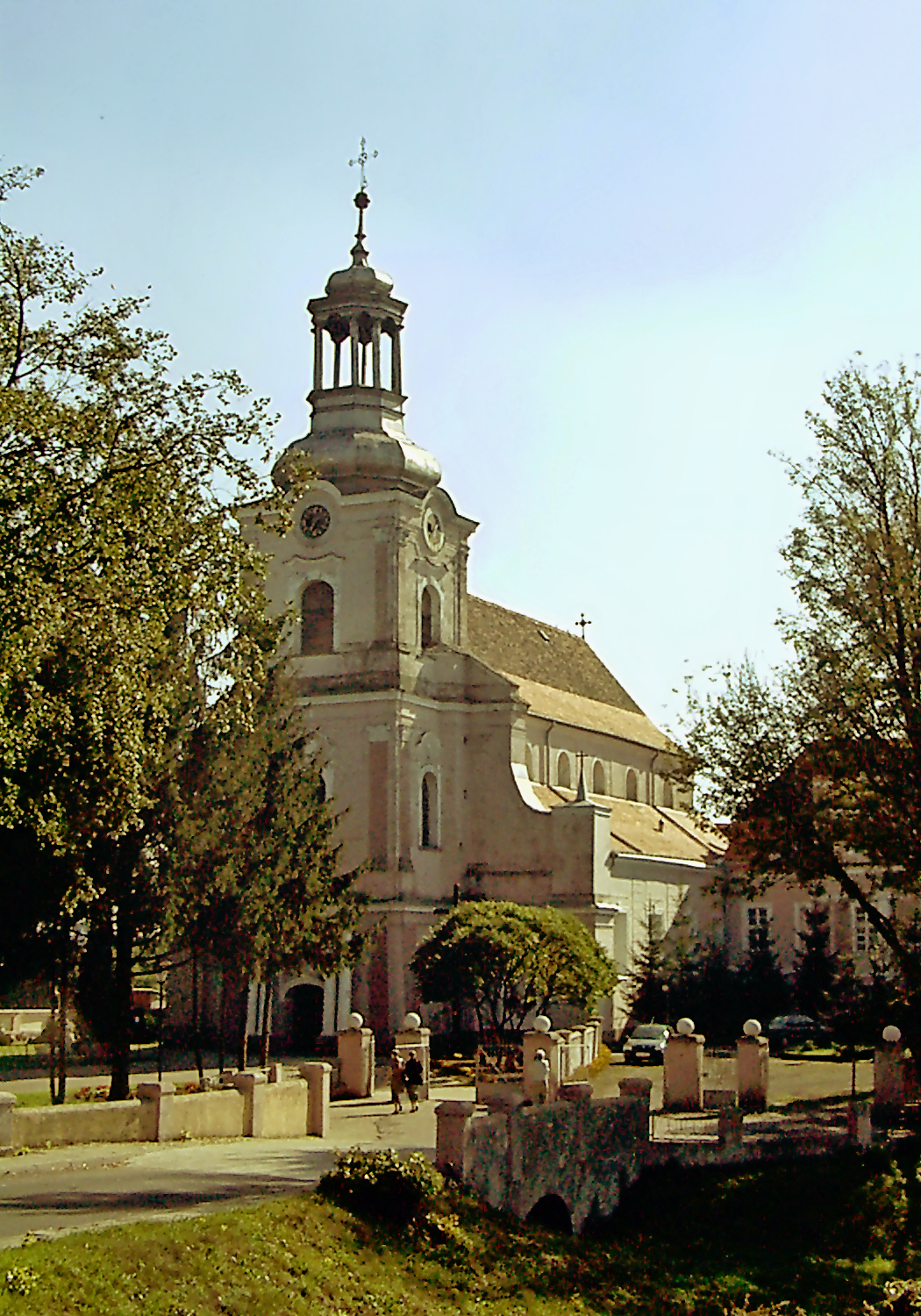
Kościół pokolegiacki

Na mocy przywileju wydanego w 1622 r. przez Zygmunta III Wazę Chocz wraz z pobliskimi majątkami miał na zawsze pozostawać w rękach rodu Lipskich lub ich najbliższej rodziny. W 1629 r. Andrzej otrzymał pozwolenie od króla na założenie kapituły, co potwierdzone zostało przez papieża Urbana VIII w 1631 r. Na mocy fundacji postanowiono, że proboszczem w Choczu może być tylko Lipski herbu Grabie lub osoba blisko spokrewniona z rodziną Lipskich. W skład kapituły wchodzili: prepozyt infułat, kustosz, dziekan i sześciu wikariuszy. Przy kolegiacie powstała szkoła dla uczniów z rodziny Lipskich. Akt fundacyjny przewidywał również szpital dla kanoników emerytów.
W 1653 r. odbyła się kongregacja ojców Reformatorów. W początku wieku XVIII drewnianym budynkom zespołu klasztornego groziło zawalenie. Z tej racji podjęli oni inicjatywę budowy nowych budynków kościoła i klasztoru, tym razem z cegły. Konsekrację wybudowanego od podstaw murowanego kościoła dokonał w 1733 r. Franciszek Kraszkowski, sufragan gnieźnieński.
Prepozytami w Choczu byli kolejno:

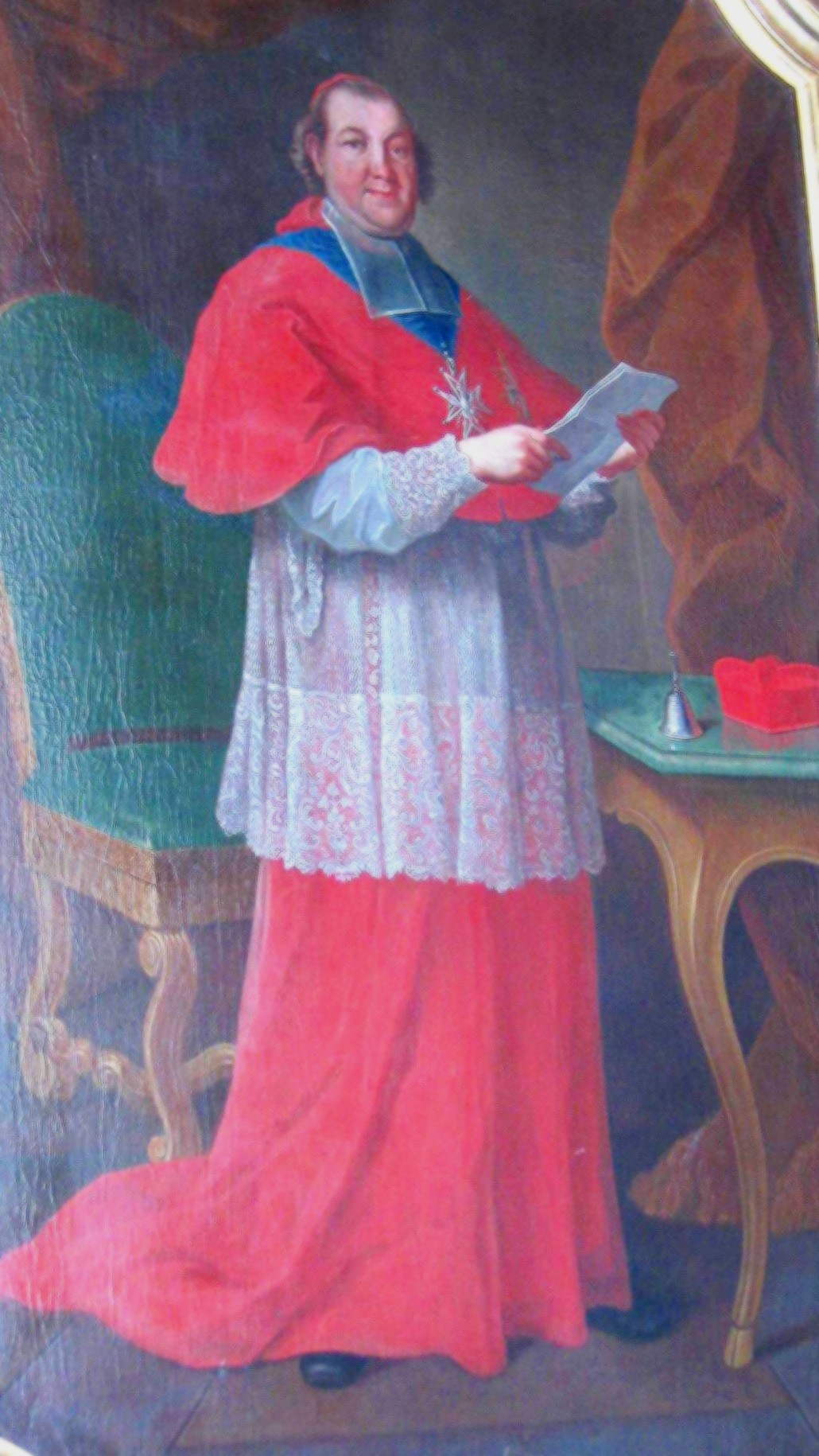
Jan Aleksander Lipski

- Świętosław Lipski – kanonik włocławski, sekretarz królewski, zmarł w 1663 r.
- Aleksander Bykowski – spowinowacony z rodziną Lipskich, kanonik gnieźnieński od 1658 r., kantor krakowski od 1682 r.
- Stanisław Lipski – archidiakon gnieźnieński, trzykrotnie przewodniczył obradom Trybunału Koronnego. Zmarł w chockim pałacu infułatów w 1711 r. w wieku 63 lat.
- Jan Lipski – kanonik gnieźnieński od 1731 r. i kanonik krakowski od 1734 r.
- Jan Aleksander Lipski – kardynał, biskup łucki 1731–1736, biskup krakowski 1732–1746, książę siewierski 1732–1746, od 1724 podkanclerzy koronny i prezydent Trybunału Głównego Koronnego. Kawaler Orderu Orła Białego. Jego ciało spoczywa w katedrze wawelskiej w kaplicy Lipskich. Urnę z zabalsamowanym sercem kardynała złożono w bocznej ścianie kościoła parafialnego pod wezwaniem Wniebowzięcia Najświętszej Marii Panny w Choczu.
- Michał Lipski (1735–1780) – kanonik gnieźnieński od 1742 r., opat lubiński od 1752 r. Sekretarz wielki koronny, pisarz wielki koronny od 1759 r. oraz od 1773 r. referendarz wielki koronny. Odznaczony krzyżem orderu Orła Białego z gwiazdą.
- Kazimierz Lipski – kanonik gnieźnieński i opat lubiński, kustosz wolborski i proboszcz wschowski. Rozpoczął on przebudowę kolegiaty z kościoła jednonawowego w trójnawowy i zainicjował budowę wieży. Na ruinach zamku panów chockich wybudował pałac infułatów. Infułatem został w 1781 r.

W 1787 r. w Choczu manufakturę metalurgiczną założył żyd Szlama Efromowicz. Wybudował piec i trzy fryszerki. Kazimierz Lipski powiększał majątek kosztem uszczuplania uprawnień mieszczańskich. Około 1790 r. powstała kuźnica, której budowa spowodowała obciążenie mieszczan chockich. Doprowadziło to długoletniego sporu między mieszczaństwem a Kazimierzem Lipskim, do którego dołączył się oszukany dzierżawca, Antoni Owsiany. Lipski zabronił pędzenia wódki i warzenia piwa, a także zabrał młyn na Prośnie, który należał do miasta.
W XVIII w. miasto podupadło, głównie przez działalność Kazimierza Lipskiego, który odebrał mieszczanom przywileje. W Choczu było wtedy 90 domów drewnianych, z tego 42 pokryte były gontem i 48 pod strzechą, w których zamieszkiwało 491 mieszkańców, którzy byli katolikami. Na przedmieściach stało 41 stodół. W mieście były czynne 4 studnie publiczne (na Rynku i przy kościele św. Wawrzyńca) i 12 studni prywatnych. Do wyposażenia przeciwpożarowego należało: 5 haków ogniowych oraz drabina na każdym domu. W mieście odnotowano następujący stan pogłowia bydła: 70 koni, 40 wołów, 160 krów, 90 owiec, 105 świń. Pola miejskie zawierały tylko 96 grzędek ziemi uprawnej oraz 90 mórg łąki. Zgodnie z przywilejem obszar był większy, także miasto posiadało przywilej korzystania z lasu i wypasu, ale ten przywilej i pola zabrał im bezprawnie dziedzic. Wśród stałych mieszkańców żyło w Choczu 112 mężczyzn, 142 kobiet, 17 nieżonatych chłopców powyżej 10 lat, 40 panien niezamężnych powyżej 10 lat, 95 chłopców i dziewczyn poniżej 10 lat. Działalność rzemieślniczą prowadziło 4 piekarzy, 2 rzeźników, 1 młynarz, 1 ślusarz, 3 krawców, 5 szewców, 1 stelmach i kołodziej, 3 garncarzy, 1 ceglarz pański. Ponadto 1 aptekarz, 1 fryzjer i chirurg, 24 browarników, lecz tylko 4 mogło prowadzić działalność i 1 organista przy kolegiacie. Każdy z mieszkańców mógł prowadzić szynk, lecz ta działalność też była zabroniona przez dziedzica. Główne dochody i wyżywienie miasta pochodziło z rolnictwa i ograniczonego handlu. Ze względu na ograniczenia przywilejów mieszczanie żyli w nędzy. Miejskie szynki, browarnie i gorzelnie oraz młyn przejął Lipski, w mieście było 5 pańskich szynków.

### Zabór Pruski
Na mocy II rozbioru Chocz znalazł się pod zaborem pruskim, w prowincji Prusy Południowe, w departamencie kaliskim.
Majątek Lipskich został skonfiskowany przez władze pruskie w 1797 r. Stało się to po śmierci Kazimierza Lipskiego, a przed objęciem prepozytury przez Wojciecha Lipskiego. Dawni właściciele odwołali się, ale 17 grudnia 1798 r. sąd utrzymał decyzję o konfiskacie w mocy. Władze pruskie wprowadzili nową administrację, język, popierali handel i osadnictwo pruskie. W tym okresie rozlokowano osadników na terenach dzisiejszych wsi: Nowa Kaźmierka (dawniej Holendry Kaźmierskie), Józefów (dawniej Holendry Józefowskie), Nowolipsk (dawniej Holendry Nowolipskie, Nowo Lipe). W tym czasie również Chocz przeżył chwilowy rozwój.

### Księstwo Warszawski i Królestwo Kongresowe
W latach 1807–1815 Chocz leżał w granicach Księstwa Warszawskiego, w departamencie kaliskim.
W 1815 utworzono Królestwo Polskie. W wyniku postanowień aktu końcowego kongresu wiedeńskiego (1815) cała część departamentu kaliskiego leżąca na prawym brzegu Prosny (którą biegła granica polsko-pruska) pozostała po stronie polskiej, zaś niewielka część departamentu leżąca na lewym brzegu Prosny została włączona do Królestwa Prus. W latach 1815–1816 Chocz leżał w departamencie kaliskim, a od 1816 w województwie kaliskim Królestwa Polskiego.
W 1823 przeprowadzono demarkację granicy polsko-pruskiej; z tego okresu pochodzą słupy graniczne. W tym czasie miasto posiadało połączenie drogowe z Pleszewem przez drewniany most na Prośnie w okolicach Grodziska. Mieszczanie zajmowali się głównie rolnictwem, handel był słabo rozwinięty.

### Zabór Rosyjski
Podczas powstania styczniowego w dniu 1 maja 1863 r. oddziały płk Edmunda Taczanowskiego stoczyły potyczkę pod Choczem (przy folwarku Olesiec) i pokonały podjazd rosyjski, wyzwalając Chocz.
2 marca 1864 roku wprowadzono uwłaszczenie chłopów. Nie dotyczyło ono jednak rolników mieszkających w miasteczkach rolniczych. Ukaz z 9 listopada 1866 r. przyznał mieszczanom ziemię na własność, mieszczanom dzierżawcom dano możliwość wykupu gruntów.
Na przełomie 1869 i 1870 r. przeprowadzono reformę miast w Królestwie Polskim. Według tego spisu Chocz
zakwalifikowano do 5 kategorii rzędu miast. Stan zabudowy i zamieszkania miasta kształtował się następująco: 3 domy murowane i 100 drewnianych, zamieszkiwało je 1230 mieszkańców, w tym 1214 chrześcijan, i 16 żydów. Nieruchomości zamieszkiwali mieszczanie rolnicy – 878 i mieszczanie nie rolnicy 128. Chocz utracił prawa miejskie i został wraz z innymi miastami w powiecie kaliskim zdegradowany do osady (Chocz, Iwanowice, Koźminek, Opatówek, Staw, Stawiszyn).

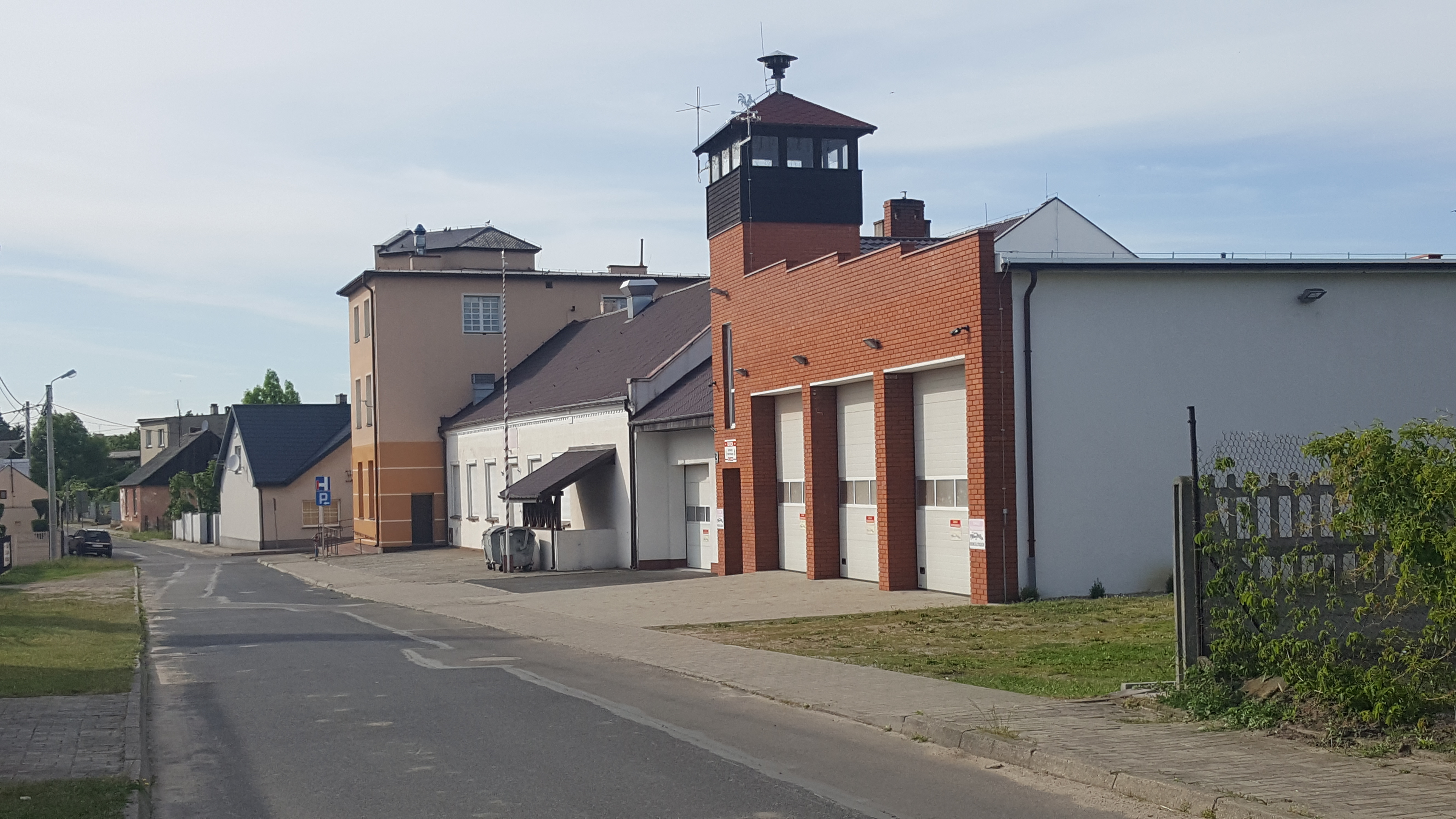
Budynek Ochotniczej Straży Pożarnej

w 1908 z inicjatywy mieszkańców utworzono Straż Ogniową Ochotniczą. Powstał także Bank Spółdzielczy. Na początku XX w. Chocz nawiedziły pożary które strawiły dużą część zabudowy. W 1912 i w 1913 spaleniu uległy budynki mieszkalne i 9 sierpnia 1914, kiedy spaliła się znaczna część Chocza.

### II Rzeczpospolita
W dwudziestoleciu międzywojennym Chocz stanowił ośrodek różnych rzemiosł, ale miasto nie przeżyło większego rozwoju gospodarczego, również przez to, że kryzys ekonomiczny w Wielkopolsce trwał aż do 1935 r.
Do 1938 r. Chocz należał do województwa łódzkiego, po tym okresie powiat kaliski włączono do województwa poznańskiego.
Wzrosła też liczba mieszkańców i w 1939 r. wynosiła 1600 osób.

#### II wojna światowa
Wehrmacht zajął, bez trudności, Chocz (przemianowany na Petershagen) 4 września 1939 r., ustanawiając własną administrację. Na mocy dekretu z 8 października 1939 r. Chocz został wcielony do III Rzeszy i znalazł się w obrębie Kraju Warty, w rejencji kaliskiej. Germanizację zaplanowano na 10 lat. Mniejszość niemiecka na tych terenach była rozproszona i często spolonizowana. Ten stan rzeczy spowodował eksterminację ludności żydowskiej, a następnie polskiej. Proboszcza ks. Romana Pawłowskiego rozstrzelano 18 października 1939 na placu św. Józefa w Kaliszu, pod pretekstem przechowywania broni i amunicji. Jego nazwiskiem nazwana została jedna z ulic w mieście.
Od marca 1940 r. przez kolejny rok istniało w Choczu getto. Przebywało w nim 39 Żydów, używanych przez hitlerowców do prac przy naprawianiu ulic, rąbaniu drewna i noszeniu wody. Niemcy wykorzystując ich zburzyli w Choczu 4 figury religijne i pomnik Józefa Piłsudskiego.
Ludność polską objęto przymusowym wywozem do Generalnego Gubernatorstwa lub na prace przymusowe do Niemiec. Ludność pracujący przy produkcji wikliny została przymusowo przesiedlana, przez co w jednym domu mieszkało kilka rodzin. Produkcja wikliny początkowo odbywała się w klasztorze, później na plebanii. Na ziemiach przykościelnych uprawiano warzywa.
Pod koniec roku 1944 na Chocz spadła próbna rakieta V 1.
Armia Czerwona zajęła Chocz w styczniu 1945 roku.

### Od 1945
Po II wojnie światowej przywrócony został podział administracyjny z czasów II Rzeczypospolitej. Do 1956 r. Chocz leżał w powiecie kaliskim, a od tego roku w utworzonym powiecie pleszewskim.
Po wojnie zaczęto wprowadzać reformę rolną. Przeprowadzana była przez Powiatowego Pełnomocnika Reformy Rolnej w Kaliszu, a na poziomie gminy 20 pełnomocników gminnych. Parcelacja ukończona została w kwietniu 1945 r.
W 1948 r. z inicjatywy OSP przy wsparciu finansowym mieszkańców wybudowano figurę św. Wawrzyńca w miejscu zniszczonej w czasie wojny.

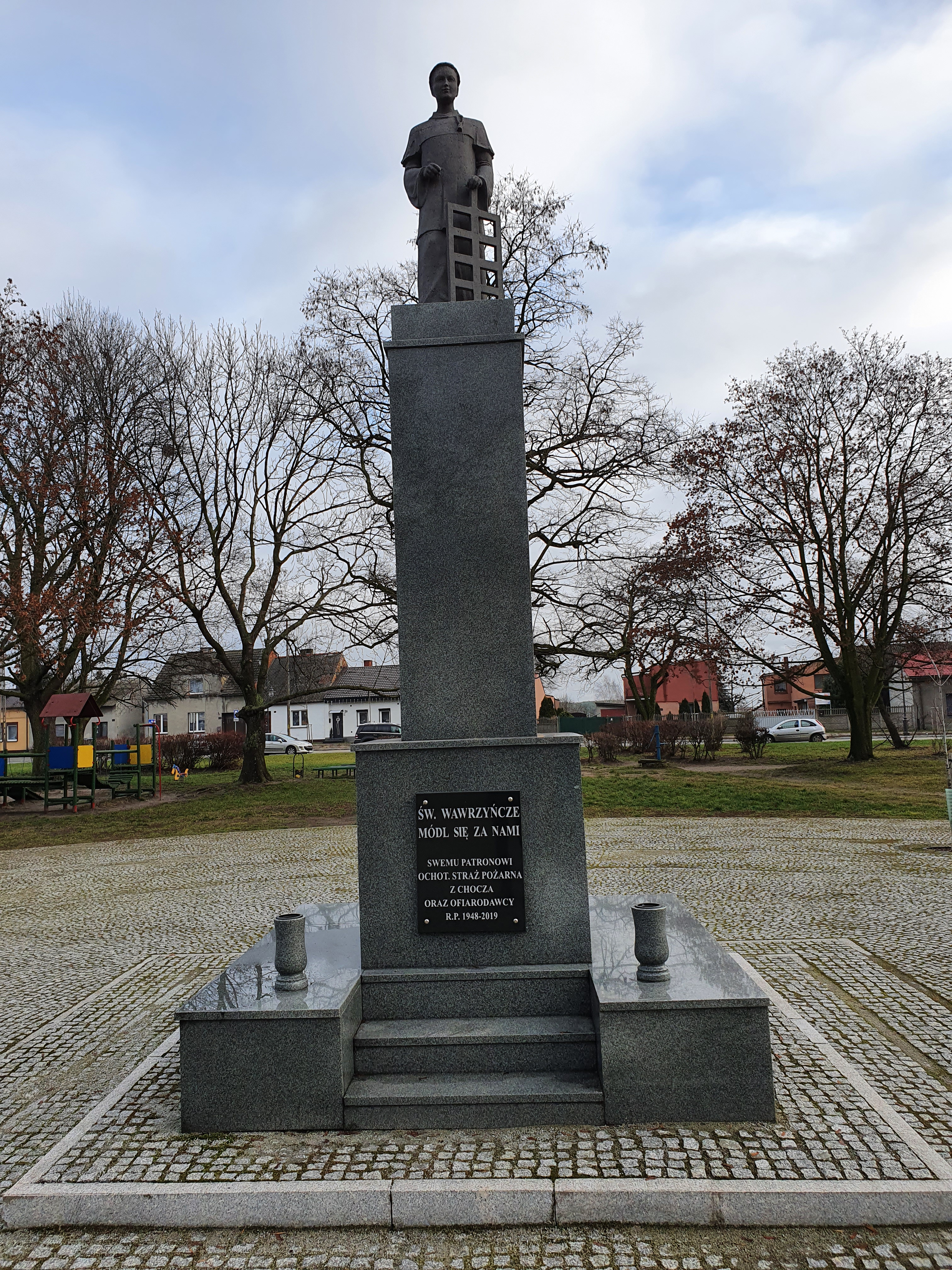
Figura św. Wawrzyńca

Gmina o charakterze rolniczym, choć w samym Choczu działalność prowadzili rzemieślnicy: stolarze, kołodzieje, szewcy, koszykarze. Chocz był ośrodkiem wyrobu wikliny, w tym mebli wiklinowych, które były eksportowane do krajów Europy, USA i Kanady.
Chocz za pośrednictwem PKS ma zapewnioną komunikację z Kaliszem, Pleszewem i Gnieznem.
Od 1956 r. działalność rozpoczęło stałe kino w budynku OSP.
W latach 70. Chocz przodował w hodowli owiec. W pierwszej połowie lat 70. miały miejsce poważne pożary. Wtedy też nastąpił rozwój budownictwa mieszkaniowego i gospodarczego. Powstaje osiedle domków jednorodzinnych. W 1975 r. do użytku oddano most na Prośnie o konstrukcji żelbetonowej, który połączył Chocz z Pleszewem. W tym samym roku utworzono Rolniczą Spółdzielnię Produkcyjną. Wybudowano: ośrodek zdrowia, przedszkole, dom nauczyciela, przystanek autobusowy, stację paliw, urząd gminy, stację uzdatniania wody i wodociąg. Przeprowadzono scalanie gruntów.
W latach 80. nastąpiło załamanie sytuacji gospodarczej w Choczu. Ponowny rozwój rozpoczął się z początkiem lat 90. Wybudowano nowe drogi łączące Chocz z wsiami gminy, chodnik wzdłuż drogi wojewódzkiej nr 442, rozbudowa szkoły o salę sportową, przebudowa ulic i chodników.

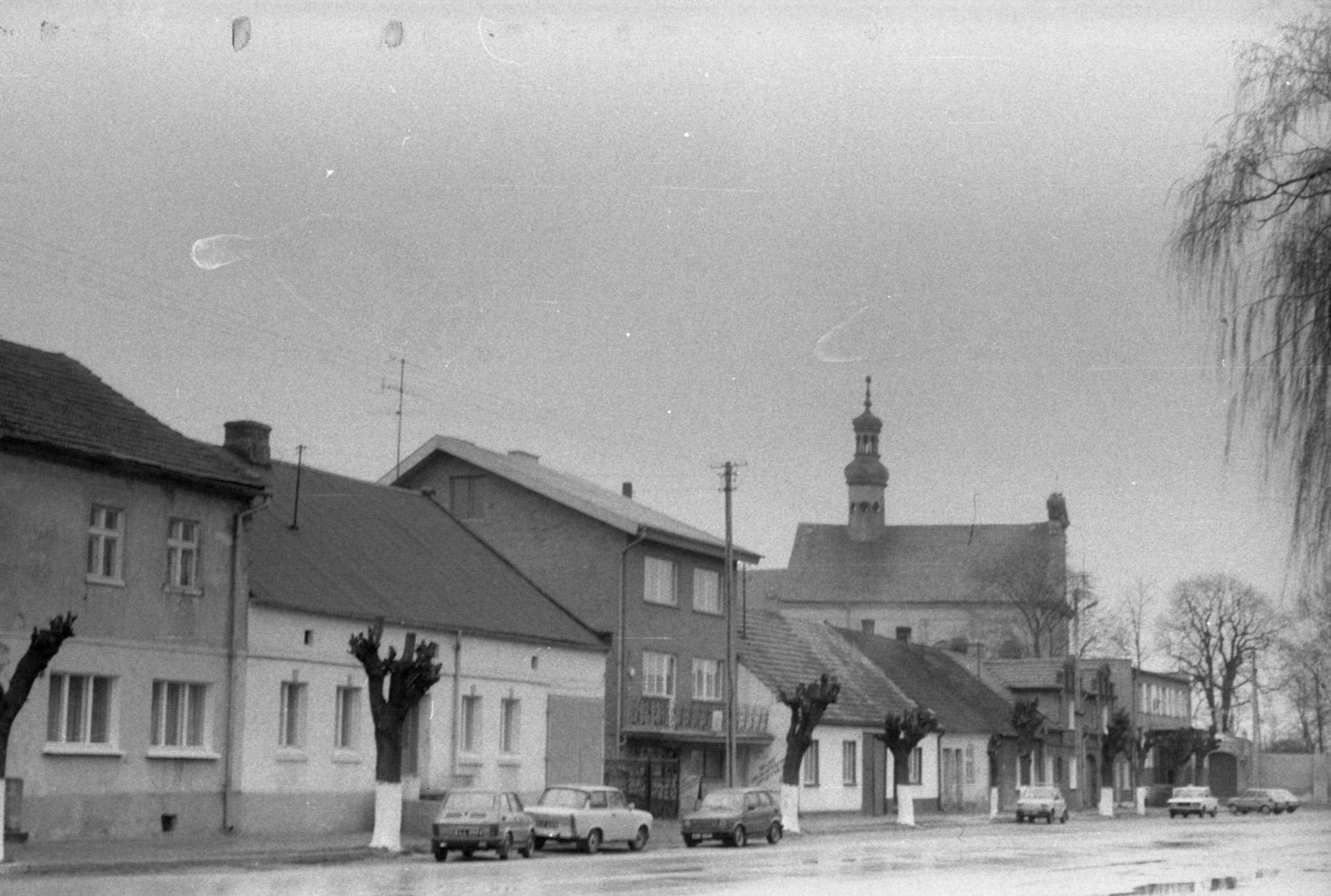
Rynek w Choczu w 1992 r.

1 stycznia 2015 r. miejscowość odzyskała prawa miejskie.

## Zabytki

### Zabytki chronione prawnie
- kolegiata Wniebowzięcia Najświętszej Marii Panny, barokowa, wybudowana na przełomie XVII i XVIII wieku,
- pałac infułatów z 1790 roku wzniesiony na miejscu dawnego zamku, obecnie plebania[9],
- barokowy kościół klasztorny św. Michała Archanioła z XVIII wieku[9],
- klasztor reformatów z XVIII wieku, skasowany w 1957, ponownie użytkowany przez franciszkanów z prowincji katowickiej od 2005 roku; w okresie międzywojennym miejsce pobytu o. Euzebiusza Huchrackiego[9],
- historyczny układ urbanistyczny, oraz archeologiczne warstwy kulturowe[9].

### Inne obiekty historyczne
- dawna rosyjska strażnica graniczna z XIX wieku,
- dwa metalowe słupy graniczne Królestwa Polskiego,
- dawna plebania kościoła parafialnego św. Wawrzyńca,
- wolnostojąca figura św. Wawrzyńca w miejscu zniszczonego w 1822 roku przez pożar kościoła parafialnego.

## Edukacja
W mieście znajduje się Zespół Szkół. Do 2019 r. Zespół Szkół tworzyły trzy placówki oświaty: Przedszkole, Szkoła Podstawowa im. mjra Henryka Sucharskiego oraz Gimnazjum w Choczu. Obecnie Zespół Szkół tworzą: Szkoła Podstawowa im. Obrońców Westerplatte i Przedszkole.

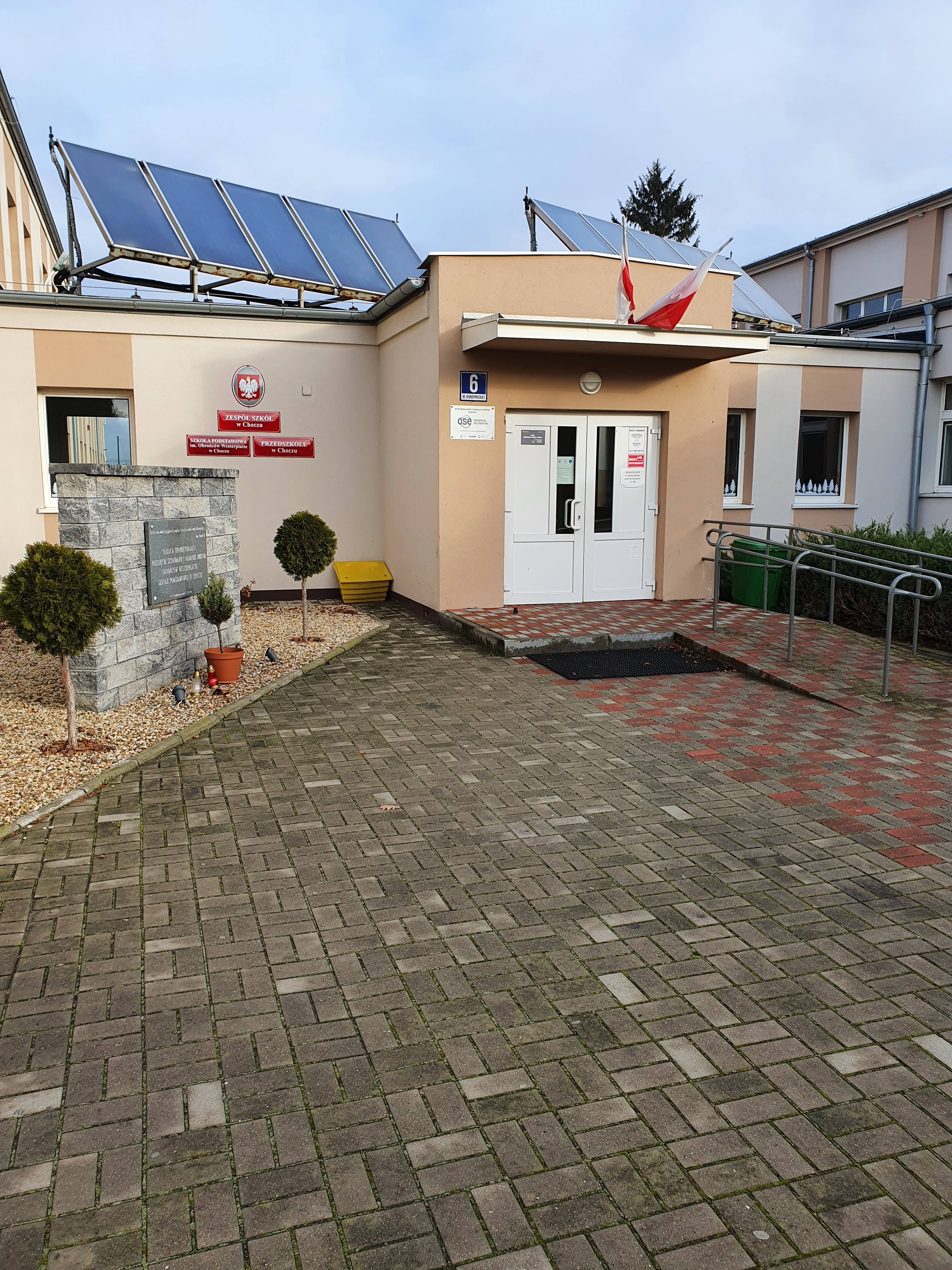
Szkoła Podstawowa im. Obrońców Westerplatte i Przedszkole w Choczu

## Turystyka

### Pieszy szlak turystyczny
- Deptak „Nad Prosną” (ok. 3 km)[11].

### Rowerowe szlaki turystyczne
W Choczu mają początek oraz koniec (są to pętle) rowerowe szlaki turystyczne:
- Ścieżka rowerowa zielona (13,5 km): Chocz-Stara Kaźmierka-Józefów-Nowy Olesiec-Chocz.
- Ścieżka rowerowa żółta (16,3 km): Chocz-Stara Kaźmierka-Nowa Kaźmierka-Niniew-Kwileń-Chocz.
- Ścieżka rowerowa czerwona (27,8 km): Chocz-Stary Olesiec-Piła-Kuźnia-Brudzewek-Nowolipks-Nowy Olesiec-Chocz.

### Westernland
W odległości ok. 5 km od Chocza znajduje się Westernland-największa w Europie wioska indiańska.
.

## Transport

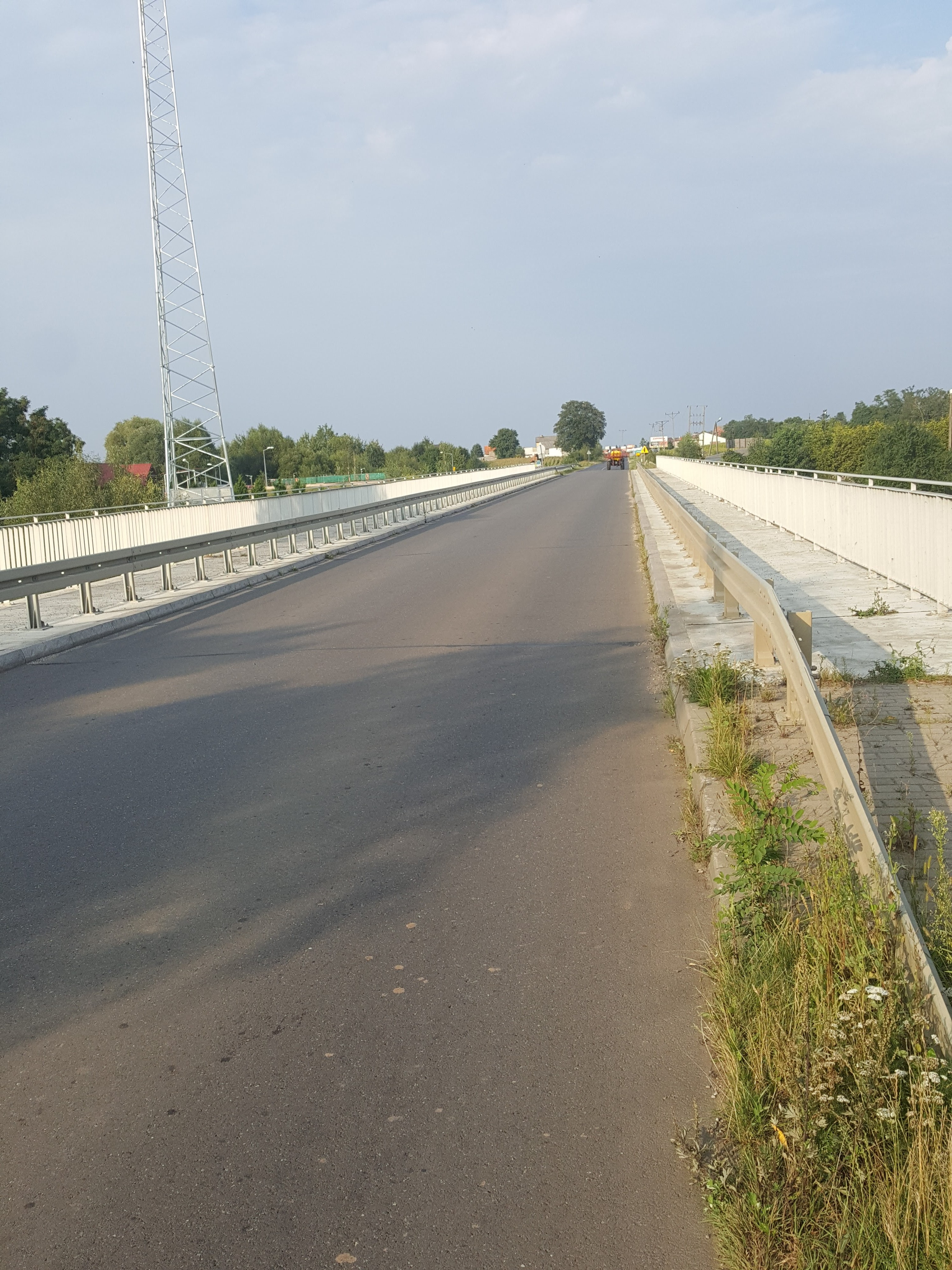
Most na Prośnie w ciągu drogi powiatowej nr 4334P do Pleszewa

### Transport drogowy
- 442 – droga wojewódzka od północnego zachodu prowadząca przez Pyzdry do Wrześni (gdzie łączy się z drogą krajową nr 92), a od południowego wschodu do Kalisza (gdzie łączy się z drogą krajową nr 12 i drogą krajową nr 25).

Poza drogą wojewódzką nr 442 z Chocza biegnie szereg dróg powiatowych: nr 4334P do Pleszewa, nr 4320P do Nowego Oleśca, nr 4310P przez Starą Kaźmierkę i Nową Kaźmierkę do Białobłot.
Komunikacją autobusową zajmuje się PKS w Kaliszu Sp. z o.o. obsługujący kursy do Kalisza. Kursy do Pleszewa i innych miejscowości gminy i powiatu prowadzą Pleszewskie Linie Autobusowe.

### Transport kolejowy
Przez Chocz nie przebiega żadna linia kolejowa. Najbliższe stacje znajdują się w: Kowalewie-stacja Pleszew (16 km) Kaliszu (35 km) i Ostrowie Wielkopolskim (43 km).

## Sport
Chocki klub sportowy:
- KS Prosna-Chocz-Kwileń – sekcja piłki nożnej (Klasa A Grupa 1 Kaliskiego Okręgowego Związku Piłki Nożnej)

Poza tym w Choczu funkcjonuje Koło PZW Chocz, należące do Okręgu PZW Kalisz.

## Wspólnoty wyznaniowe
- Kościół rzymskokatolicki:
  - Parafia św. Andrzeja Apostoła w Choczu

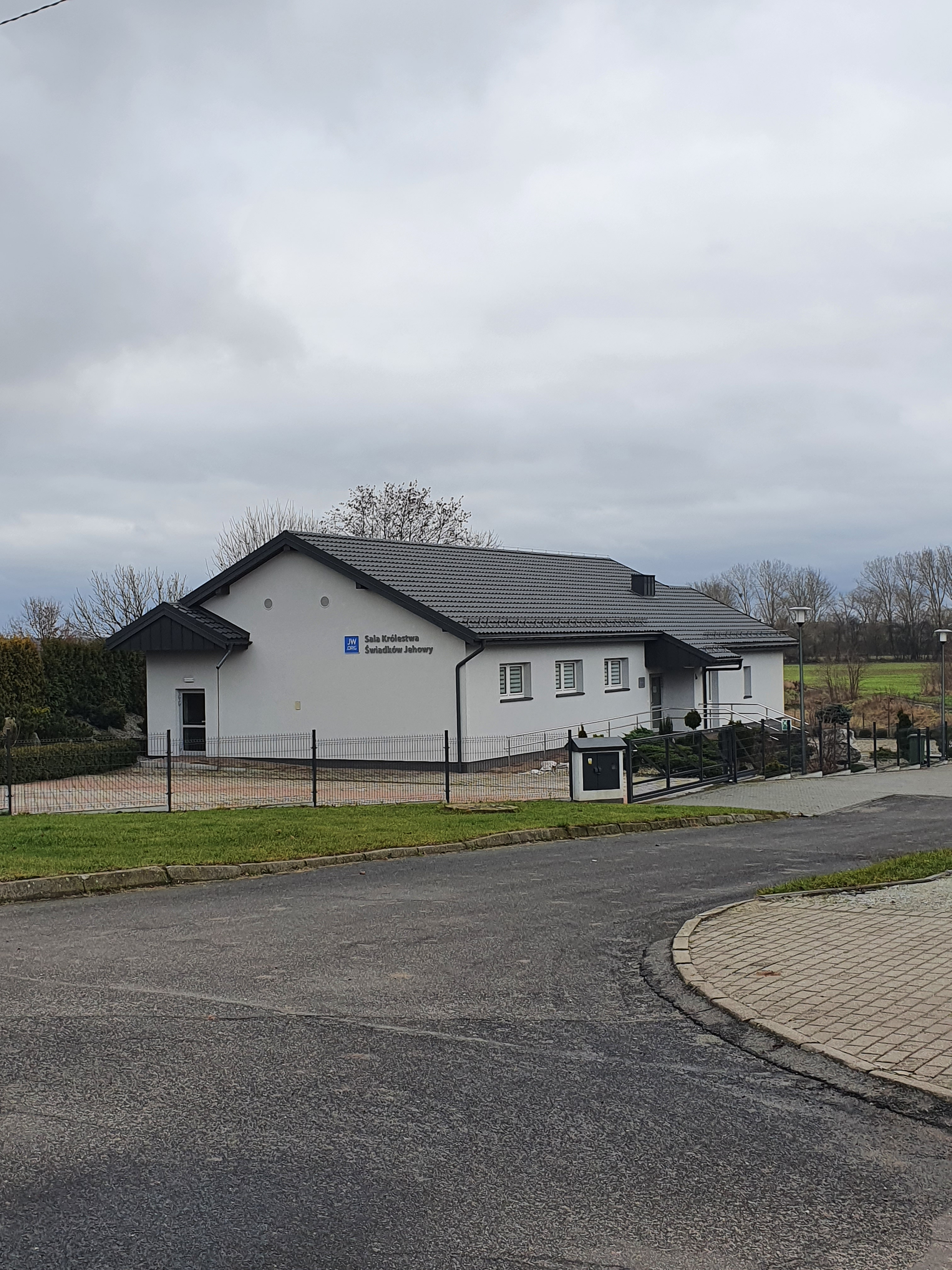
Sala Królestwa w Choczu

- Świadkowie Jehowy:
  - zbór Chocz[13]

## Galeria

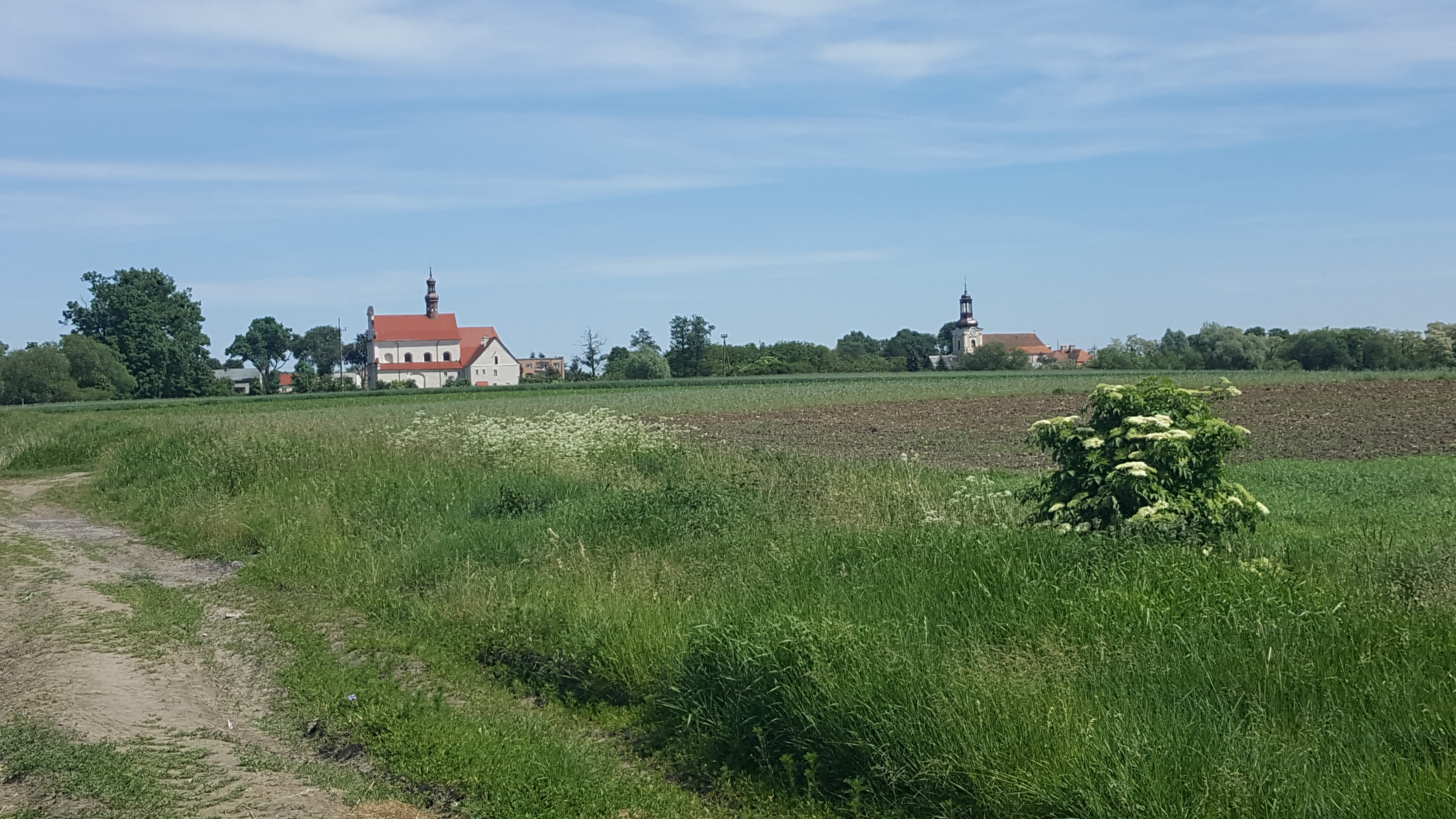
Widok na Kolegiatę i klasztor od zachodu
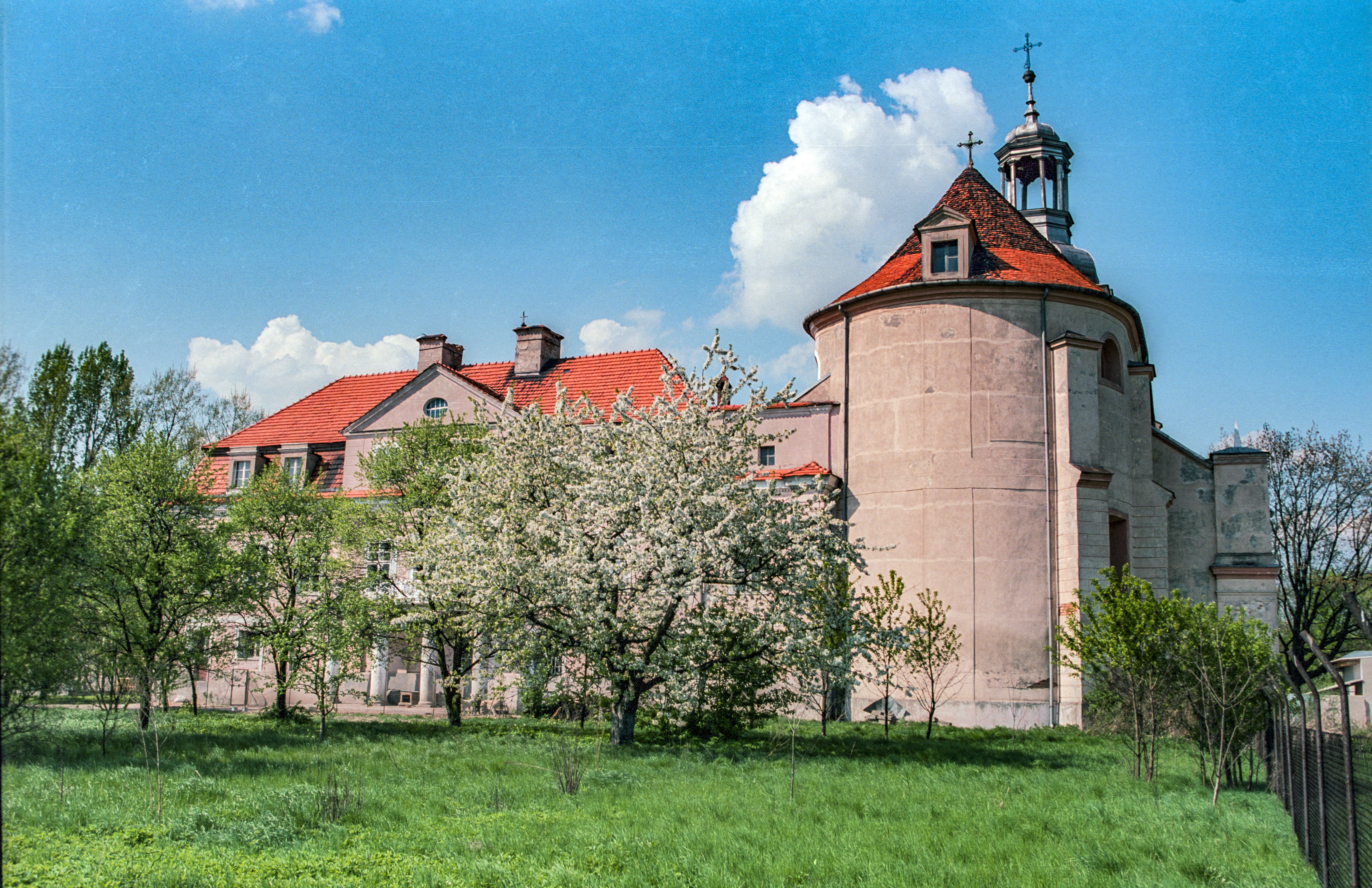
Kolegiata i pałac infułatów w Choczu
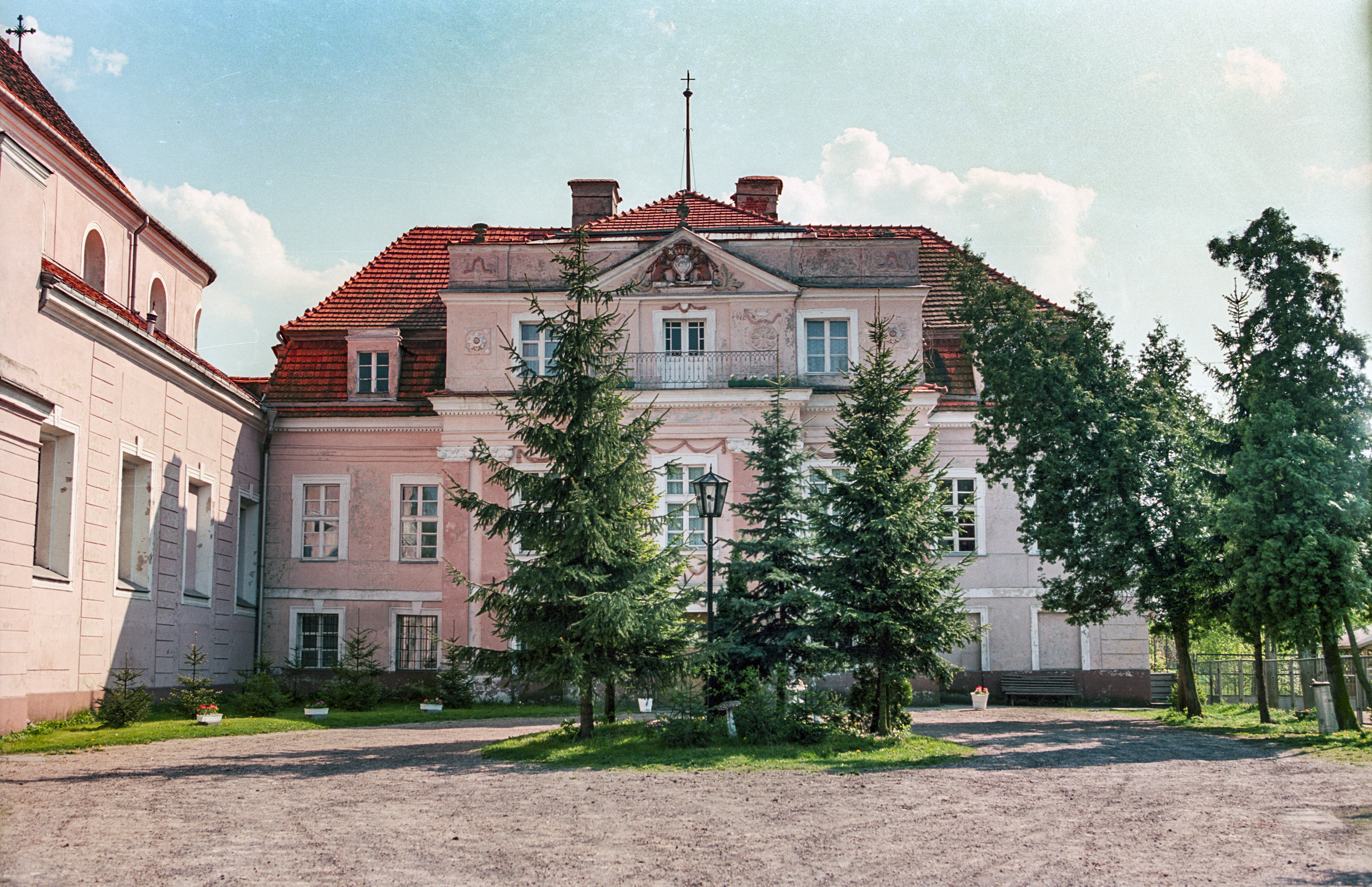
Pałac infułatów w Choczu
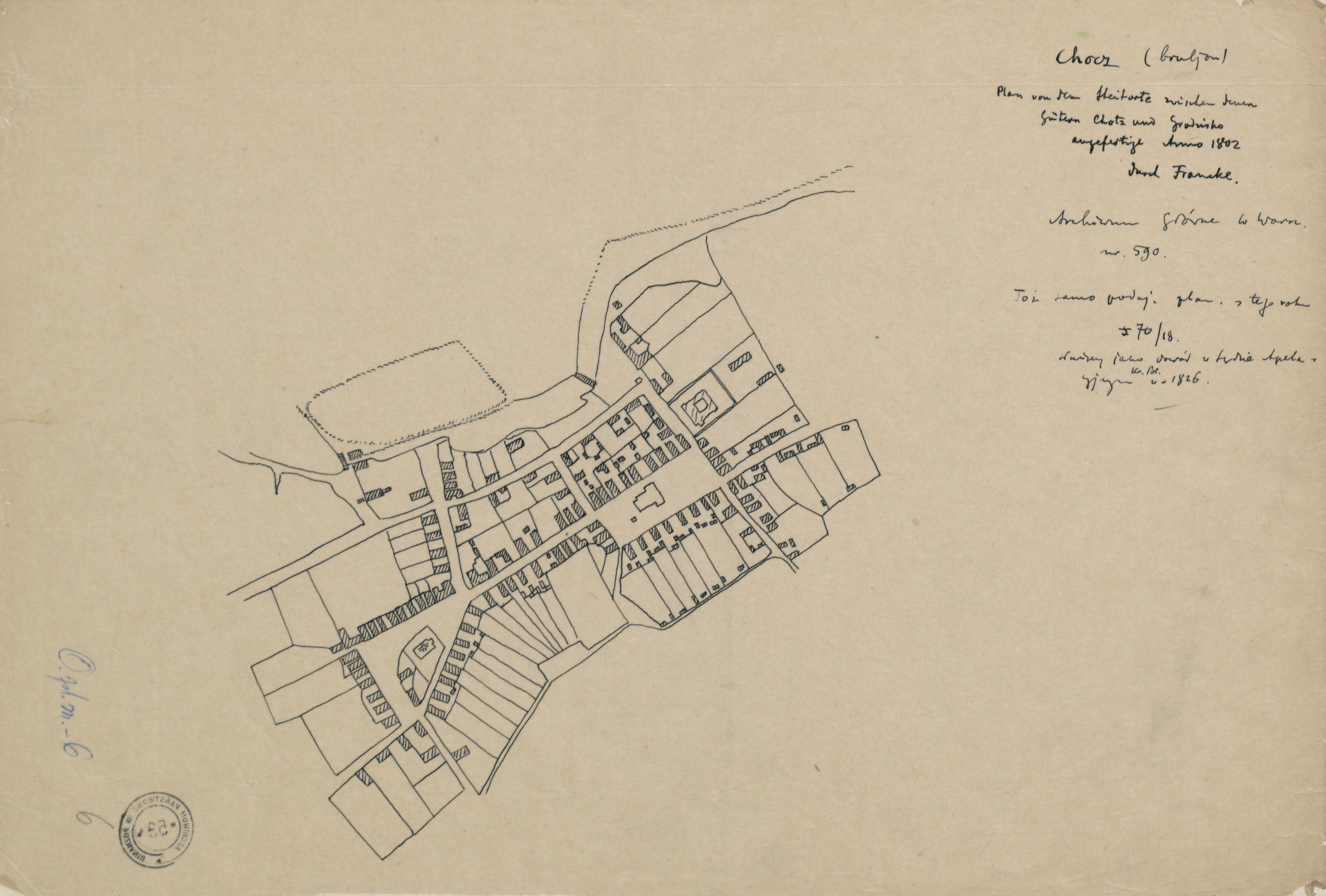
Plan miasta Chocz z 1802 roku.
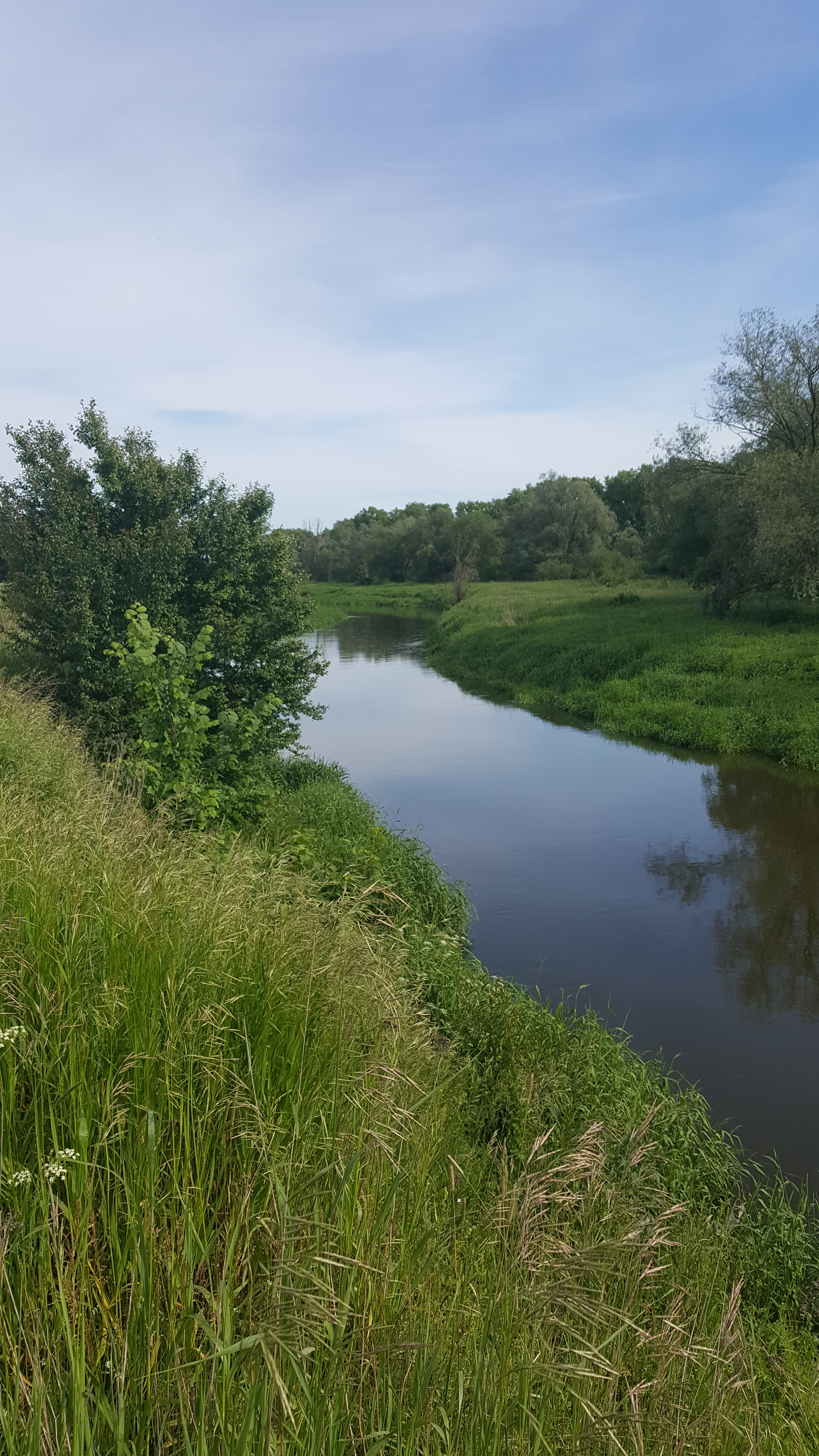
Prosna pod Choczem
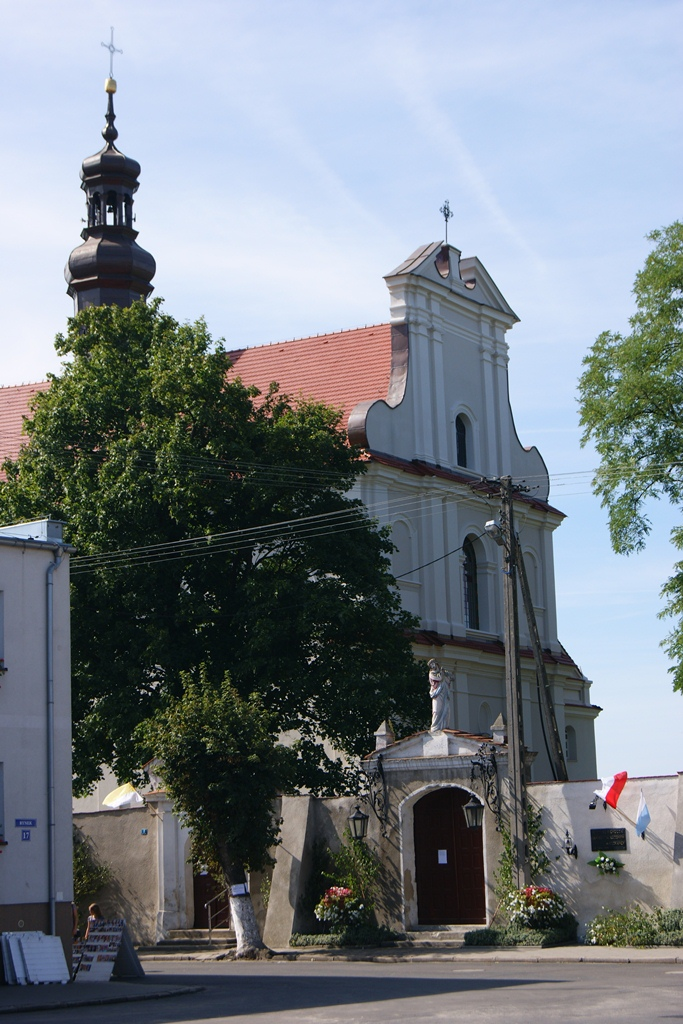
klasztor reformatów z 1773 r.